# NGC 4221
NGC 4221是一个位于天龙座的透鏡狀星系，距离地球7590万光年 ，1832年4月3日由約翰·赫歇爾发现，属于NGC 4256星系群。